# Каршинское бекство
Каршинское бе́кство или Каршинский вилайет (узб. Qarshi bekligi / Qarshi viloyati) — административная единица в составе Бухарского эмирата, на территории современного Узбекистана. Административным центром являлся Карши.